# Свети оци грузијски
Преподобни оци грузијски су хришћански светитељи. У VI веку, двеста година од када је света Нина проповедала Јеванђеље у Грузији, хришћани верују да се јавила Пресвета Богородица Јовану, подвижнику Антиохијском, и наредила му да избере дванаест својих ученика и оде у Грузију да утврди веру православну. Јован је тако и учинио.  
Приспевши у Грузију, ових дванаест мисионара је свечано примљено од кнеза те земље и католикоса Евлалија, и одмах су са ревношћу отпочели свој посао утврђивања народа у вери. Началник свих ових мисионара био је свети Јован Зедазнијски.   
Ових 13 светитеља су:   
- свети Јован Зедазнијски,
- Авив Некрески,
- Антоније Столпник Маркопски,
- Давид Гареџијски,
- Зенон Икалтски,
- Тадеј Степаминдски,
- Јесеј Цилкански,
- Јосиф Алавердски,
- Исидор Самтависки,
- Михаил Улумбојски,
- Пир Бретски,
- Стефан Кирски и
- Шио из Мгвимеа[1],

Са апостолском ревношћу сви они су утврђивали веру Христову у Грузији, основали многе манастире, и после себе оставили многе ученике. 
Српска православна црква слави их 7. маја по црквеном, а 20. маја по грегоријанском календару.